# Mary Yu
Mary Isabel Yu (Chicago, Illinois; 1957) es una jueza estadounidense asociada de la Corte Suprema de Washington y exjueza de la Corte Superior del Condado de King. Es la primera jueza abiertamente lesbiana, sinoestadounidense y mexicano-estadounidense del estado. También es la sexta mujer en servicio actualmente y la undécima mujer en desempeñarse en la Corte Suprema del estado de Washington.

## Primeros años
Yu nació en Chicago, Illinois de padre chino y madre mexicana. Se graduó de St. Mary's High School en 1975, luego asistió a la Universidad Dominicana y se graduó en 1979 con una licenciatura en teología. En 1989, Yu obtuvo un título de posgrado en teología de Mundelein de la Universidad de Loyola.
Después de completar su educación universitaria, Yu comenzó a trabajar para la Arquidiócesis de Chicago. Inicialmente fue contratada por el Reverendo Francis J. Kane como secretaria de la Oficina de Paz y Justicia de la Arquidiócesis de Chicago, pero finalmente ascendió a director de la Oficina de Paz y Justicia.
Yu se matriculó en la Facultad de Derecho de Notre Dame en 1990. Se graduó con su título de Juris Doctor.

## Carrera jurídica
En 1999, el fiscal del condado de King, Norm Maleng, nombró a Yu como su subjefe de personal.
En 2000, el gobernador de Washington, Gary Locke, nombró a Yu para reemplazar a la jueza jubilada Janice Niemi en el Tribunal Superior del Condado de King.
Yu fue considerado uno de los principales contendientes para reemplazar al juez Bobbe Bridge en la Corte Suprema de Washington cuando Bridge se retiró en diciembre de 2007. Finalmente, la gobernadora Christine Gregoire nombró a Debra L. Stephens para llenar la vacante.
El 9 de diciembre de 2012, a la medianoche, Mary Yu ofició los primeros matrimonios entre personas del mismo sexo en el Estado de Washington. El columnista de The Stranger, Dominic Holden, consideró que el nombre de la jueza Yu (casualmente pronunciado como "casarme contigo") era "el nombre perfecto para el trabajo".

## Nombramiento para la Corte Suprema de Washington
El 1 de mayo de 2014, la jueza Yu fue nombrada por el gobernador de Washington Jay Inslee para la Corte Suprema de Washington, convirtiéndola en la primera miembro abiertamente LGBTQ de la corte, además de la primera mexicano-estadounidense y asiáticoamericana. Es la undécima mujer en servir en la Corte Suprema de Washington (y una de las seis que sirven actualmente), la primera persona de ascendencia asiática, la tercera persona de ascendencia hispana y la primera mujer hispana. Es uno de los diez jueces de la corte suprema del estado LGBT que se desempeñan actualmente en los Estados Unidos.
Prestó juramento el 20 de mayo de 2014 como jueza asociada de la Corte Suprema de Washington. La juez Yu se postuló sin oposición en 2015 para completar el mandato y fue la que obtuvo la mayor cantidad de votos en el estado. Posteriormente, la juez Yu fue elegida miembro de la Corte Suprema por un período de seis años en 2016.
En octubre de 2018, Yu se unió a la mayoría cuando el tribunal abolió la pena de muerte del estado porque descubrió que su imposición racista violaba la Constitución de Washington.

## Vida personal
Yu reside entre Seattle y Olympia. El 16 de marzo de 2021, apareció en Jimmy Kimmel Live! donde fue reconocida por la ironía de su nombre, Mary Yu, ya que también es una oficiante de bodas frecuente.

## Premios
Es una distinguida jurista residente en la Facultad de Derecho de la Universidad de Seattle.
Recibió el premio "Juez del año" 2014 de la Asociación de Justicia de Washington; el premio 2014 Betty B. Fletcher Judge of the Year de Washington Women Lawyers, King County Chapter; Premio Fundación Liga Municipal 2013 "Funcionario Público del Año"; Premio Latina / o Amicus 2013 de la Asociación de Estudiantes de Derecho Latinas de la Facultad de Derecho de la Universidad de Seattle; 2012 "Premio del Presidente" de la Asociación de Abogados de Asia de Washington; el "Premio a los Creadores de Diferencias" de 2012 de la División de Práctica General, Pequeñas Empresas y Solo, de la Asociación de Abogados de los Estados Unidos; el premio "Juez del año" 2011 de la Asociación de Abogados del Estado de Washington (compartido con el juez González); Premio Grace Hopper de la Escuela de Niñas de Seattle 2011; el premio Norm Maleng 2009 de la Asociación de Abogados del Estado de Washington; el premio "Juez del año" de 2008 de la Asociación de Abogados de Asia; el Premio del Presidente 2008 de Washington Women Lawyers; el premio "Modelo de Excelencia" de 2006 de la Asociación de Abogados de Latinos de Washington; el premio 2005, "Juez del año" de la Junta Estadounidense de Abogados Litigantes, Capítulo de Washington (ABOTA); y el Premio al Liderazgo Público Reah Whitehead 2005 de la Facultad de Derecho de la Universidad de Seattle.